# 원광연
원광연(元光淵, 영문명:Kwangyun Wohn, 1952년 2월 28일 ~)은 카이스트(KAIST)교수로 카이스트 문화기술대학원을 설립하고 초대원장으로 임했다. 그는 CT(Culture Technology)이라는 용어를 처음 만들어낸 사람이다. 국가과학기술연구회 이사장을 역임했다

## 학력
- 서울 경기고등학교
- 서울대학교 응용물리학 학사
- 위스콘신대학교대학원 전산학 (University of Wisconsin-Madison, Computer Science) 석사 (1981졸)
- 메릴랜드대학교대학원 전산학 (University of Maryland, Computer Science) 박사 (1984졸)

## 경력
- 1974 ~ 1979  Agency of Defense Development, South Korea, Research Engineer
- 1984 ~ 1986  하바드대 응용과학 (Harvard University, School of Applied Sciences) 포스닥 연구원/강사
- 1986 ~ 1990  펜실베니아대 전산정보학 (University of Pennsylvania, Department of Computer & Information Sciences) 교수
- 1991 ~ 1998  카이스트(KAIST) 전산학과 부교수
- 1998 ~ 2004  카이스트(KAIST) 공학부 전자전산학과 전산학전공 교수
- 2004 ~ 2006  카이스트(KAIST) 학술 정보처장 겸 정보시스템 연구소장
- 2006 ~ 2010   카이스트(KAIST) 문화기술대학원 대학원장
- 2007~  2011 카이스트(KAIST) 엔터데인먼트 공학연구소 소장
- 2013 ~ 2017 한국연구재단 BK21 플러스 콘텐트 사이언스 사업단장
- 2017~   현재  국가과학기술 연구회(NST) 이사장

## 주요 업적

### 직책
- 2017 ~ 2020  국가과학기술연구회(NST) 이사장
- 2005 ~ 2011  카이스트(KAIST) 문화기술대학원장
- 2002 ~ 2011  문화부 게임문화진흥협의회 공동위원장
- 2005 ~       한국HCI학회 회장
- 1993-1995    HCI 연구회위원장

### 활동
- 2005  카이스트(KAIST) 문화기술대학원 설립
- 2003  ATEC  (Art & Technology Expression Center) 발족
- 2002  과학예술포럼(sci-art forum) 공동결성
- 2000  카이스트(KAIST) 가상현실연구센터(VRRC)설립
- 1992  한국 HCI (Human-Computer Interaction)연구학회 창립

## 문화콘텐츠기술(CT: Culture Technology)
원광연 교수는 1995년 카이스트 전산학과 교수 재직 중 CT(Culture Technology)이라는 용어를 처음 만들어낸 사람이다. CT는 국내에서 문화콘텐츠기술(산업)이라는 의미로 통용되는 용어로서, 해외에서 사용되는 용어는 각각 다르다.문화콘텐츠산업의 강국들인 미국에서는 엔터테인먼트 산업(Entertainment Industry), 유럽, 특히 영국에서는 창조산업(Creative Industry), 일본에서는 엔터테인먼트 비즈니스라고 불리며, 각각의 의미 또한 상이하다.
CT는 2001년 국민의 정부시절 국가 '6대 핵심기술’의 하나로 선정되었고, 참여정부도‘10대 차세대 성장동력산업’ 중 하나로 문화콘텐츠산업을 선정하여 집중 육성, 지원하였으며, 2008년 이명박 정부 역시 세계 5대 문화산업강국 진입을 목표로 CT에 대한 계속적인 지원을 약속하였다. CT라는 용어는 오늘날 IT,BT,NT,ET,ST 등과 함께 6T라 불리고 있다.
원광연 교수는 CT개념 정립과 문화기술을 선도한 성과를 인정받아 2010년 캐나다 밴쿠버에서 열린 국제디지털미디어아트학회 연례 컨퍼런스에서 ‘아웃스탠딩 리더십 어워드’를 수상받았다. 그는 또한 과학과 예술을 결합한 전시회 시리즈 '과학+예술_10년후'와 전자음악, 영상, 로봇등을 결합한 디지털 퍼포먼스'신타지아 (Syntasia)'

등을 기획했다. 2011년에는 KAIST에서 영어창작 뮤지컬 '나로'를 제작했다.